# 山崎麻里
山崎麻里（日语： Yamazaki Mari，1967年4月20日—）是出身於日本東京都的女性漫画家，現居義大利帕多瓦。

## 經歷
2010年，以《羅馬浴場》獲第三屆的漫畫大獎。由於當時她人在里斯本，因此透過Skype的即時視訊發表得獎感言。。同年，又以《羅馬浴場》獲第14屆手塚治虫文化獎短篇獎。
2024年，以《大師普林尼》再次奪得第28屆手塚治虫文化獎漫畫大賞。
同樣也是漫畫家的三宅亂丈，則是山崎麻里回國後在札幌居住時的友人和同好。

## 主要作品
- 有名人（原作：内館牧子，2001年，講談社）
- 心にささやいて（2003年，宙出版）
- 2050年の私から（金子勝著，2005年，講談社）
- 超猛！義大利家族（2006年，講談社）
- それではさっそくBuonappetito!（2007年，講談社）
- 留美與麻亞（2008年，講談社）
- 羅馬浴場（2008年 - 2013年，全6卷）
- 意大利家族風林火山（2008年，文化社別冊《本当にあった笑える話》 ）
- 涼子さんの言うことには 東雲町ルミマヤ日記（2009年，講談社Kiss PLUS）
- 世界の果てでも漫画描き（2009年，創美社《office YOU》連載中）
- 地球戀愛（2010年，講談社《Kiss PLUS》連載中）
- PIL~挑戰想像力~（2010年，創美社《office YOU》連載）
- 阿拉伯貓Gollum（2010年、2012年、講談社《Kiss》、《Digital Kiss》連載，全2巻）
- 賈伯斯傳（原作：沃尔特·艾薩克森，2013年，講談社、《Kiss》→《Heart Kiss》連載，全6卷）
- 大師 普林尼 （與とり・みき共著、2013年、新潮社、《新潮45》→《新潮》因「新潮45」突然廢刊而移動）
- 奧林匹克之環（2018年、集英社、《GRAND JUMP》2018年8号 - 連載中）
- 續羅馬浴場（2024年、集英社、《少年JUMP+》2024年2月6日 - 連載中）

## 外部連結
- 山崎麻里的部落格 （页面存档备份，存于） （日語）